# おばっち飯塚
おばっち飯塚（おばっちいいづか、1973年1月12日 - ）は、日本の元女子プロレスラー。本名：飯塚 昌美（いいづか まさみ）。身長152.4cm、体重71kg。千葉県浦安市出身。
中年女性のいわゆる（おばさん）キャラクターとして知られていたレスラーであり、乱れた奇抜で素っ頓狂のパーマ姿のかつらを被っており、更に白い割烹着姿をしてリングに現れ、手には小道具が入った買い物籠を持って来て入場し、大根を凶器として使用するという異色の「コスプレ」レスラーとしても知られていた。

## 所属
- 吉本女子プロレスJd'→JDスター女子プロレス（1997年 - 2004年）
- フリー（2004年 - 2005年）
- LLPW（2005年 - 2008年）

## 経歴
1997年5月26日、兵庫・姫路厚生会館大会にて対藤原和子戦でデビュー。藪下めぐみは同期にあたる。その後本名からおばっち飯塚に改名。
2001年年末頃にフジテレビ系列「ビューティーコロシアム」に出演したきっかけで、お笑いをから脱皮したいために「サイバー飯塚」を名乗るもネーム存続試合に負けたためにすぐに戻る。 
2004年4月29日を最後にJDスターを離脱。その後フリーとして活動していたが、翌2005年5月22日にLLPWに入団。
2008年5月31日、後楽園ホール大会にて11年のプロレスラー生活に幕を下ろした。
2012年5月6日、藪下めぐみデビュー15周年記念興行の板橋グリーンホール大会にて、一夜限定復帰。　

## 得意技
- 大根攻撃（破片や汁が飛び散るため、試合後には必ず清掃作業が入る）
- 飴投げ
- おばっちドロップ
- クルクルツイスター

## 入場テーマ曲
- 「サザエさん」（宇野ゆう子）
- 「TANK!」（シートベルツ） - サイバー飯塚時代に使用